# Sphaerodactylus caicosensis
Sphaerodactylus caicosensis — вид геконоподібних ящірок родини Sphaerodactylidae. Ендемік Островів Теркс і Кайкос.

## Поширення і екологія
Sphaerodactylus caicosensis мешкають на островах Кайкос. Вони живуть в сухих тропічних лісах і чагарникових заростях, трапляються поблизу людських поселень. Відкладають яйця.